# Suzuki Across
A Suzuki Across a Suzuki által gyártott, plug-in hibrid meghajtású SUV autótípus, melyet 2020 júliusában mutattak be.

## Előzmények
A Suzuki Across a 2019 novemberében bemutatott Toyota RAV4 plug-in hibrid változatán alapul. A Toyota és a Suzuki már 2017-ben a partnerség mellett döntött. Az Across mellett a Toyota Corolla alapú Swace is beépül a Suzuki modellkínálatába.
Az Across messze a legerősebb modell a Suzuki európai kínálatában. Ennek az is az oka, hogy a 22 g/km-es szén-dioxid-kibocsátású plug-in hibrid alkalmas arra, hogy csökkentse a flotta átlagos károsanyag-kibocsátását.

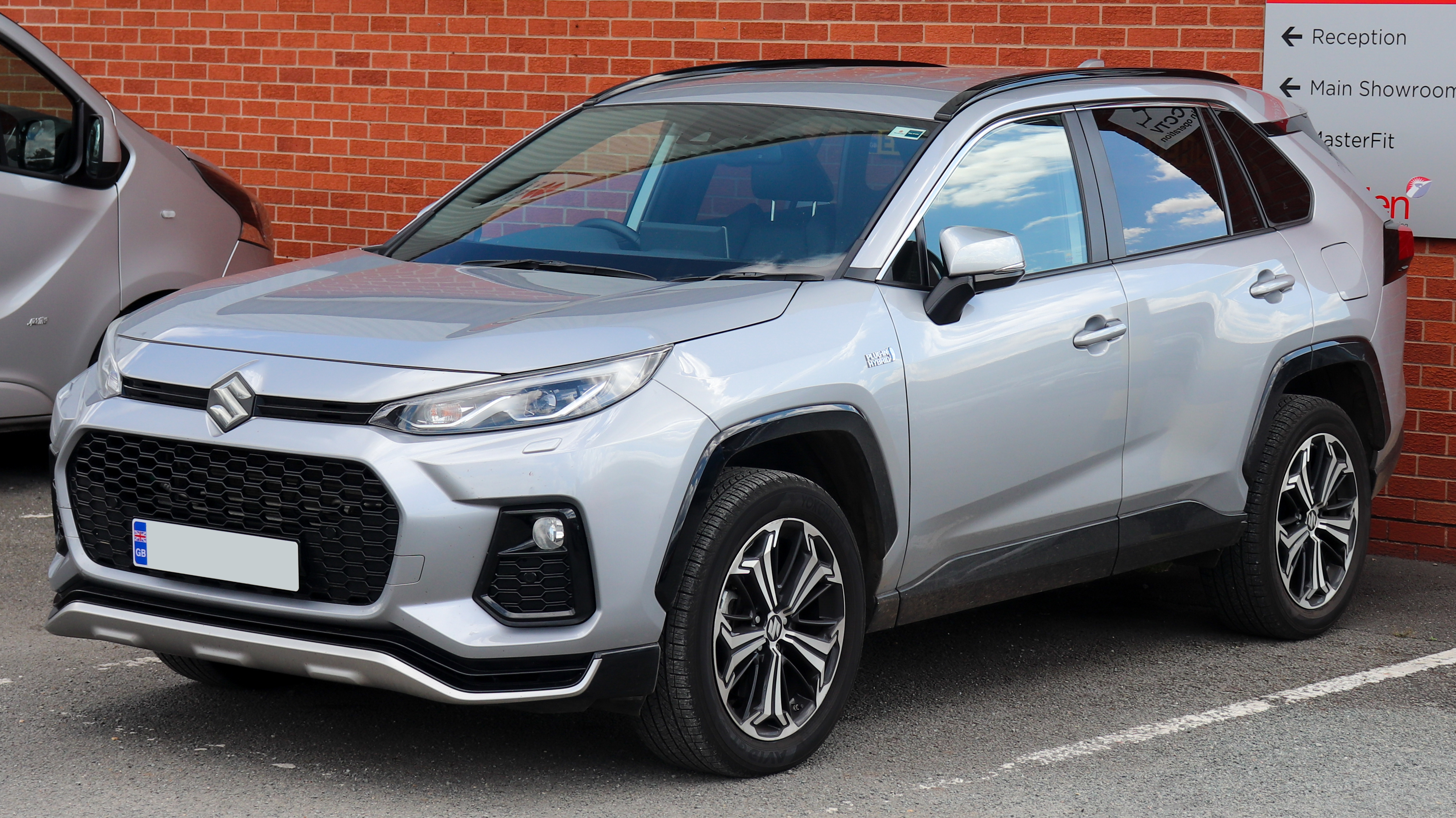
Elölnézetből
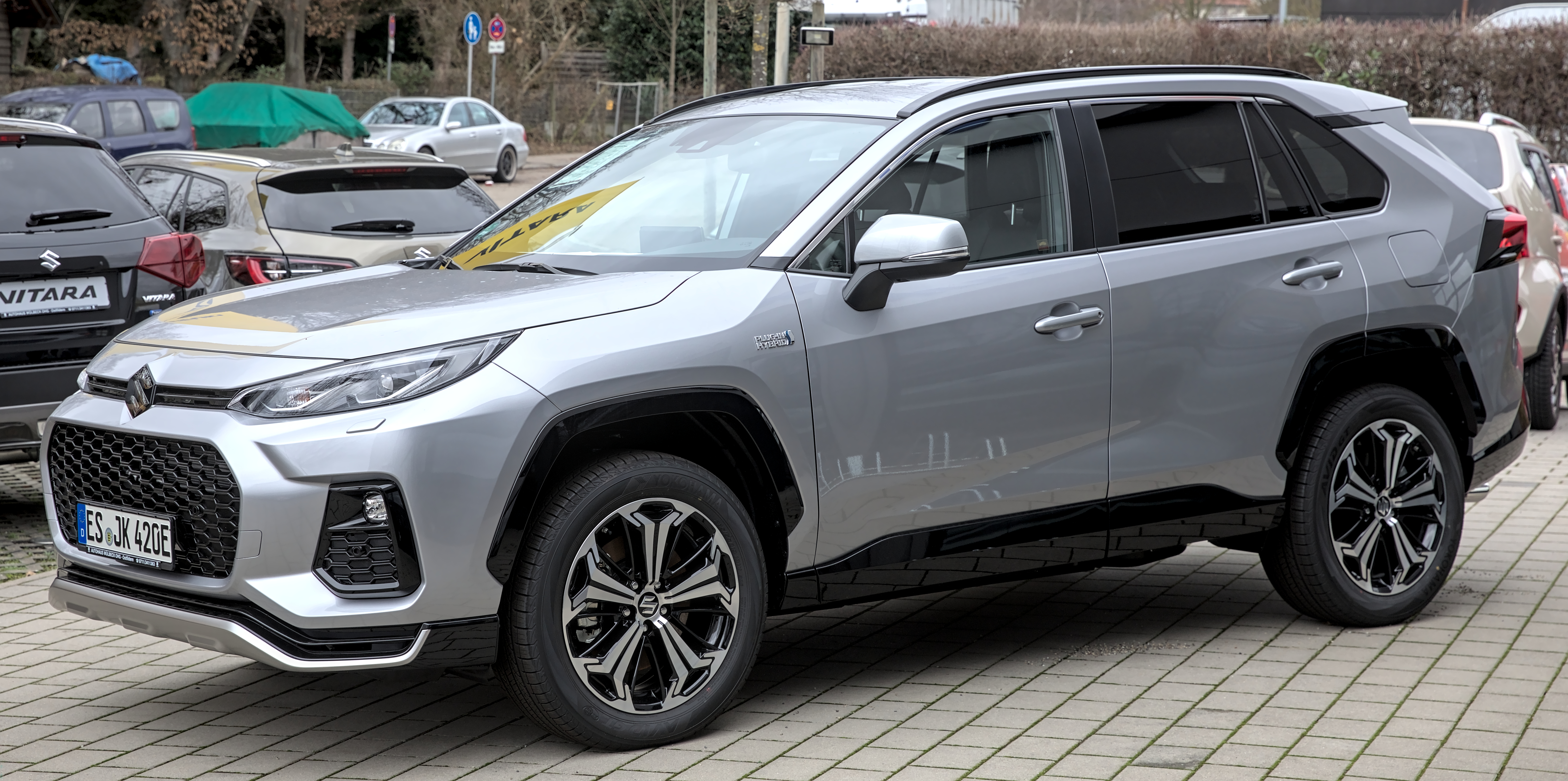
Elölnézetből
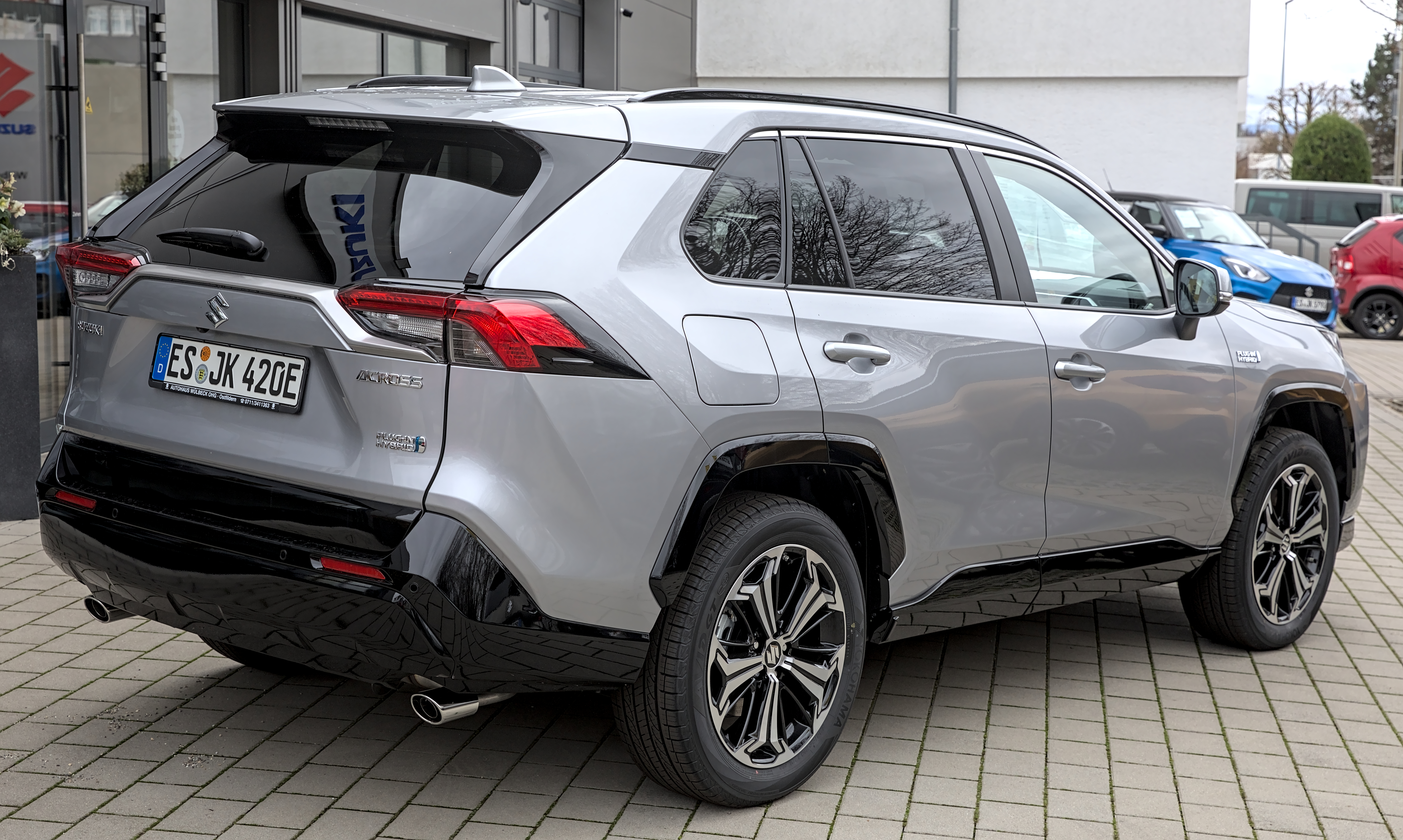
Hátulnézetből
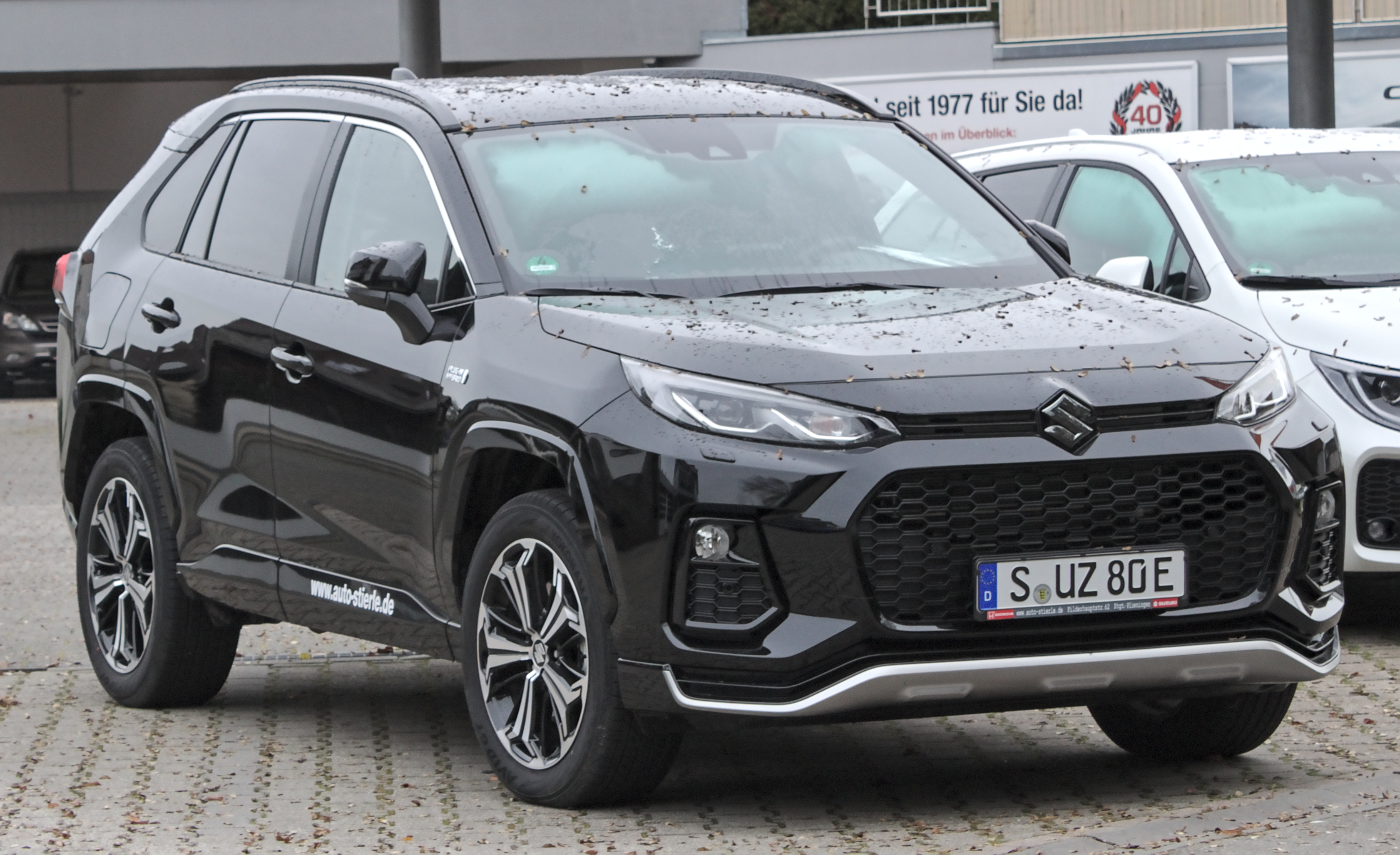
Elölnézetből
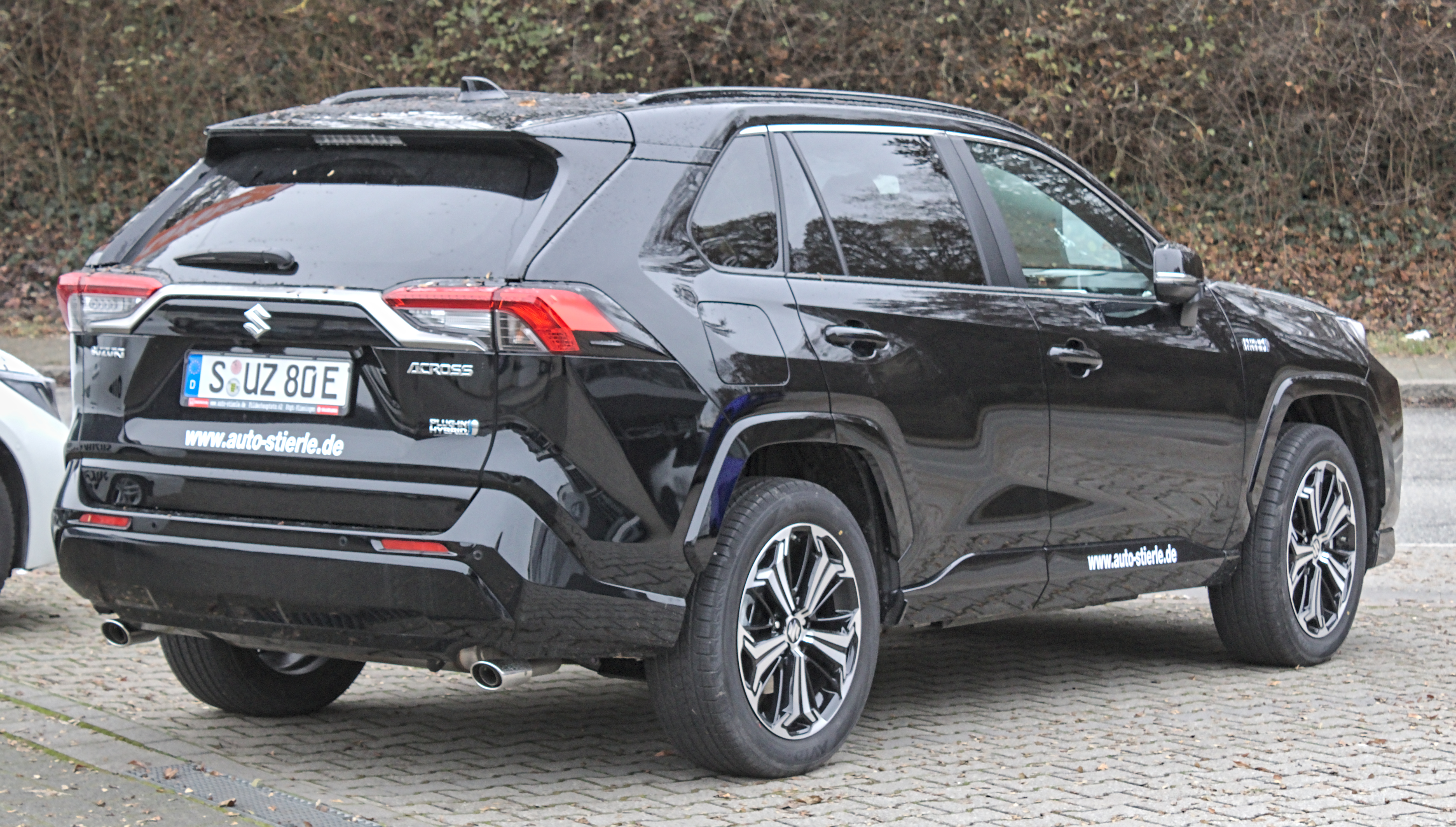
Hátulnézetből
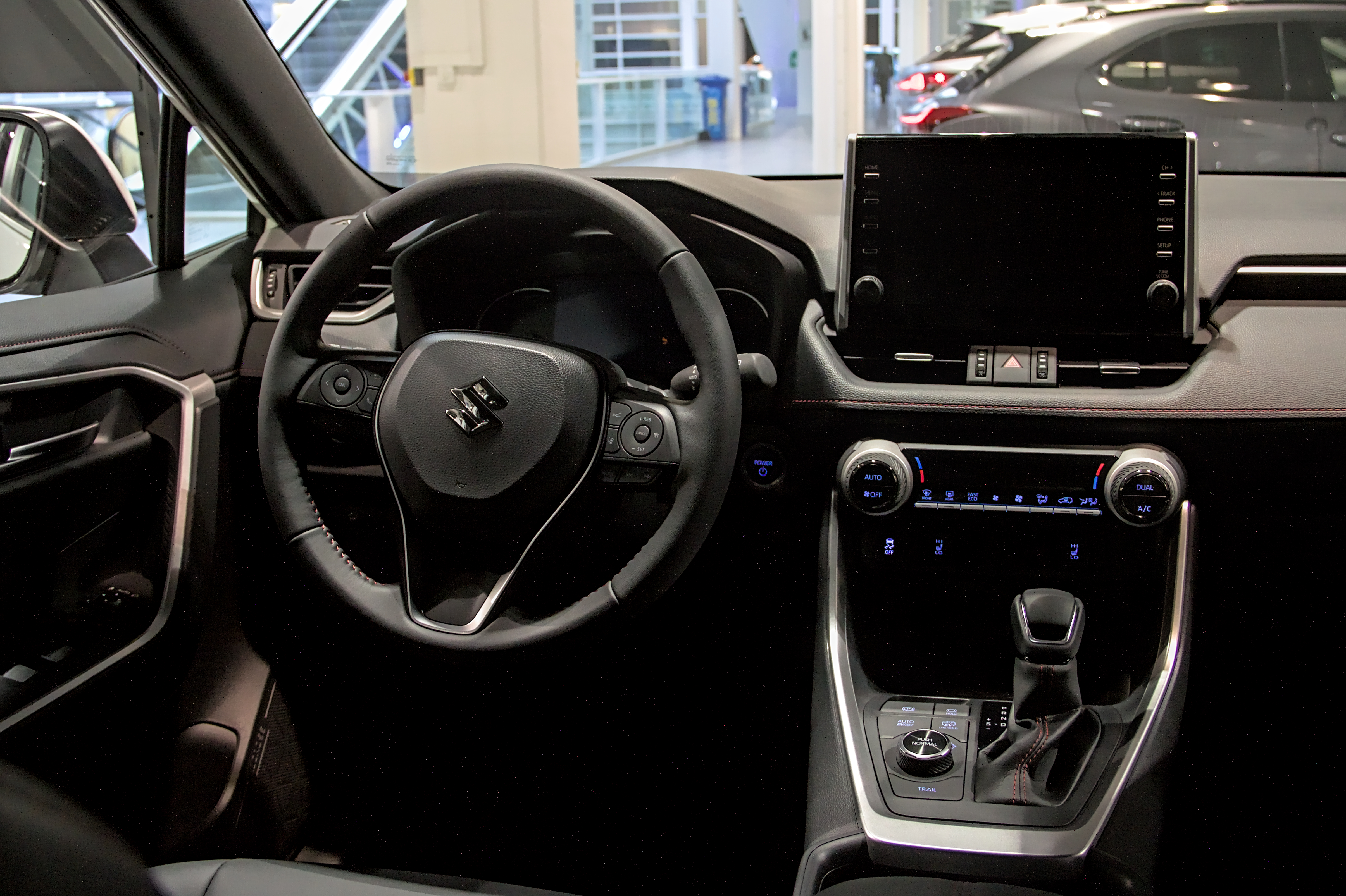
A Suzuki Across belső tere

## Műszaki adatok
A jármű hajtását egy 2,5 literes, 136 kW-os benzinmotor, egy 134 kW-os villanymotor az első tengelyen, valamint egy 40 kW-os villanymotor a hátsó tengelyen biztosítja. Ezekkel a motorokkal elektromos négykerék-meghajtással rendelkezik a Suzuki Across. A padlóban elhelyezett lítium-ion akkumulátor kapacitása 18,1 kWh, mely 75 km-es elektromos hatótávolságot tesz lehetővé a WLTP szerint. A végsebessége 180 km/óra.
|                                                          | 2.5 plug-in hibrid               |
| Gyártási időszak                                         | 2020. október óta                |
| A motor jellemzői                                        |                                  |
| A motor típusa                                           | R4 benzinmotor + 2 villanymotor  |
| Max. teljesítmény a benzinmotornál                       | 136 kW 6000 ford./percnél        |
| Max. teljesítmény az első tengelyen lévő villanymotornál | 134 kW                           |
| Max. teljesítmény a hátsó tengelyen lévő villanymotornál | 40 kW                            |
| Max. rendszerteljesítmény                                | 225 kW                           |
| Max. nyomaték a benzinmotornál                           | 227 Nm 3600 ford./percnél        |
| Max. nyomaték az első tengelyen lévő villanymotornál     | 270 Nm                           |
| Max. nyomaték a hátsó tengelyen lévő villanymotornál     | 121 Nm                           |
| Erőátvitel                                               |                                  |
| Hajtás, normál                                           | elektromos négykerék-meghajtás   |
| Sebességváltó, standard                                  | Fokozatmentes váltó              |
| Paraméterek                                              |                                  |
| Össztömeg                                                | 2015 kg                          |
| Max. sebesség                                            | 180 km/óra                       |
| Gyorsulás, 0-100 km/h                                    | 6,0 mp                           |
| Az üzemanyag-fogyasztás 100 km-en km (kombinált)         | 1,2 l Super (NEDC)               |
| CO2 kibocsátás (WLTP)                                    | 22 g/km                          |
| Az üzemanyagtartály kapacitása                           | 55 l                             |
| Akkumulátor                                              | Lítium-ion akkumulátor: 18,1 kWh |
| Elektromos hatótávolság                                  | 75 km (WLTP)                     |
| EU besorolás szerinti kibocsátási szabvány               | Euro 6d                          |

## Fordítás
Ez a szócikk részben vagy egészben  a   Suzuki Across című német Wikipédia-szócikk ezen változatának fordításán alapul.  Az eredeti cikk szerkesztőit annak laptörténete sorolja fel. Ez a jelzés csupán a megfogalmazás eredetét és a szerzői jogokat jelzi, nem szolgál a cikkben szereplő információk forrásmegjelöléseként.